# 三義隧道

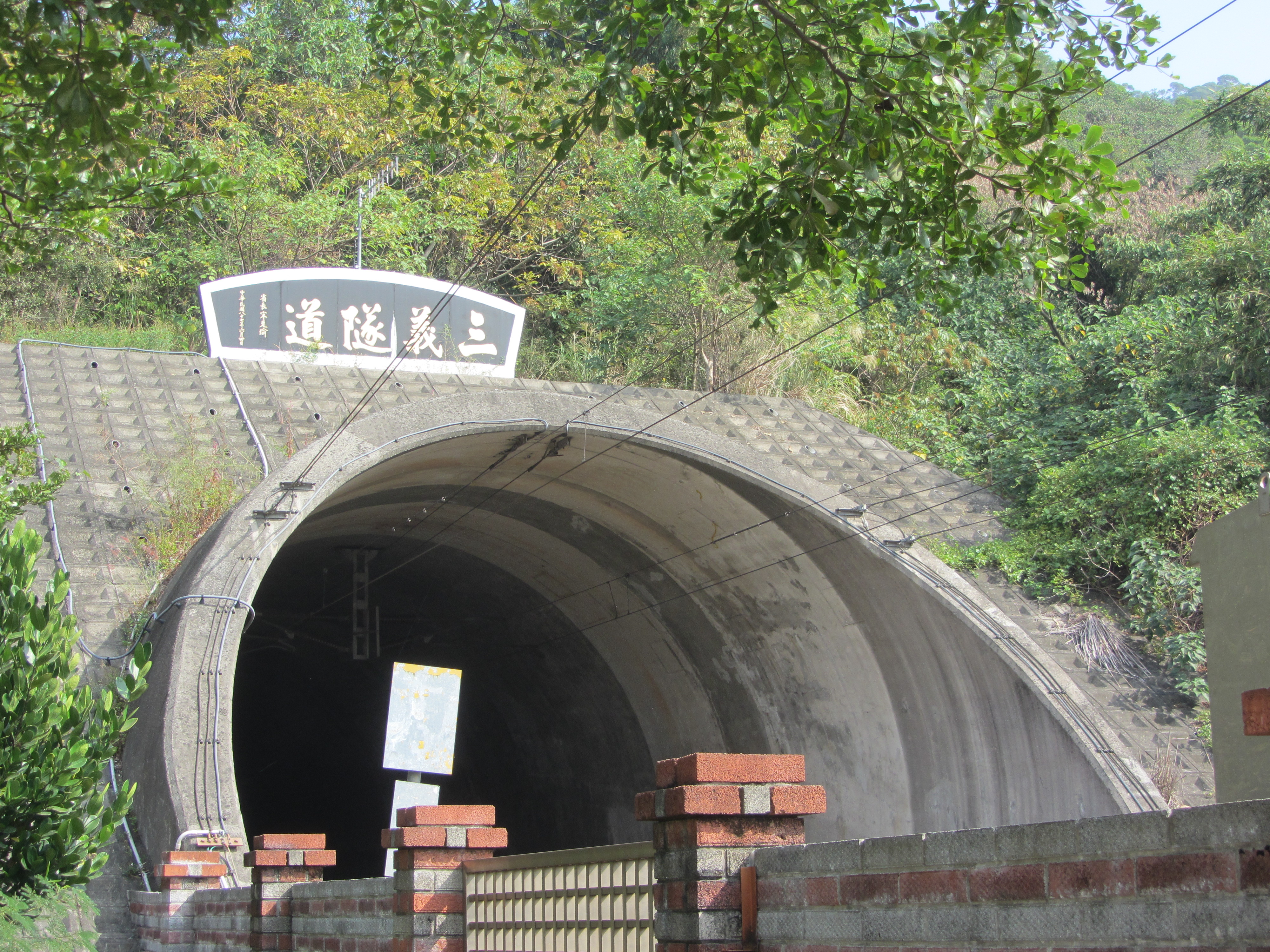
三義隧道南口

三義隧道位於臺灣鐵路管理局臺中線三義車站（苗栗縣三義鄉）與泰安車站（臺中市里區）之間，為臺中線最長的隧道，也是目前臺鐵第三長隧道，僅次於北迴線的新觀音隧道和南迴線的中央隧道，全長7,728公尺。於1998年完工通車。
此隧道為「山線鐵路竹南至豐原間改線與雙軌工程」中，為了改善后里至三義間的15公里單線區間及陡坡而新建的隧道，北口位於三義站南側，南口鄰接鯉魚潭拱橋。隧道按照台鐵電氣化標準的淨空興建，可容許列車以時速130公里行駛。隧道之三義端局部為明挖覆蓋隧道，另為避免整體路線因爬升與降坡差異過大，隧道其它路段潛入地下，以山岳隧道形式穿出苗栗丘陵。

## 外部連結
- 榮民文化網 三義一號隧道工程（页面存档备份，存于）

24°21′19.3″N 120°45′01″E / 24.355361°N 120.75028°E